# Lachnaea sociorum
Lachnaea sociorum är en tibastväxtart som beskrevs av J.B.P. Beyers. Lachnaea sociorum ingår i släktet Lachnaea och familjen tibastväxter. Inga underarter finns listade i Catalogue of Life.